# Любін (Любуське воєводство)
Любін (пол. Lubin, нім. Wildenhagen) — село в Польщі, у гміні Тожим Суленцинського повіту Любуського воєводства.
Населення — 279 осіб (2011).
У 1975-1998 роках село належало до Зеленогурського воєводства.

## Демографія
Демографічна структура станом на 31 березня 2011 року:
|          | Загалом | Допрацездатний вік | Працездатний вік | Постпрацездатний вік |
| -------- | ------- | ------------------ | ---------------- | -------------------- |
| Чоловіки | 138     | 32                 | 100              | 6                    |
| Жінки    | 141     | 29                 | 84               | 28                   |
| Разом    | 279     | 61                 | 184              | 34                   |